# جهانگیرخان قشقایی
میرزا جهانگیر خان قشقایی(تولد ۱۲۱۳ خورشیدی _ درگذشته ۲۶ شهریور ۱۲۸۹ خورشیدی /۱۳ رمضان ۱۳۲۸ ه‍.ق) مجتهد، فقیه اصولی، فیلسوف شیعه و از استادان برجسته و توانای حوزه علمیه کاشان بود.

## آغاز زندگی
جهانگیرخان قشقایی، در سال ۱۲۴۳ هجری قمری در دهاقان(سمیرم سفلی قدیم) چشم به جهان گشود. پدرش محمدخان، از خان‌ها و اشراف طایفه دره‌شوری، تیره جانبازلو در ایل قشقایی و مادرش، دختر یکی از خان‌های شهرستان سمیرُم بوده است.
جهانگیرخان، در چندسال ابتدایی عمرش در زادگاهش ماند؛ اما بعد از مدتی با کوچ ایل خود همراه شد. در این دوران، پدر وی برایش معلم خصوصی استخدام کرده بود تا در هنگام کوچ، به تحصیل ادامه دهد.

## تحصیلات حوزوی
نقل است که روزی، جهانگیر خان به اصفهان رفت تا تارش را که شکسته بود، تعمیر کند؛ از این رو از شخصی که گویا همای شیرازی بوده؛ سراغ تارسازی را گرفت. آن مرد علاوه بر راهنمایی او، وی را تشویق به علم آموزی کرد. این نصیحت بر جهانگیرخان تأثیر گذاشت. جهانگیرخان تصمیم به جدایی از ایل خود گرفت و در مدرسه صدر بازار اصفهان، حجره‌ای برای خود برگزید و به تحصیل علوم دینی پرداخت.
پس از فراگیری علوم مختلف، جهانگیرخان شروع به تدریس در مدرسه صدر اصفهان کرد. استادان دیگر از نقاط مختلف برای شرکت در جلسات او راهی اصفهان می‌شدند. جهانگیرخان در زمینه حکمت و فلسفه، به ویژه فلسفه ملاصدرا، صاحب نظر بود و در این زمینه، شاگردان بزرگی تربیت کرد.
جهانگیرخان دروس مختلف حوزوی از هیئت و ریاضی تا درس خارج را تدریس می‌کرد.

## استادان
بزرگ‌ترین استاد حکیم قشقایی، محمدرضا قمشه‌ای بود که در زمینه حکمت و فلسفه سرآمد زمان خویش به‌شمار می‌آمد و قشقایی از محضر او استفاده فراوانی برد تا این که خود نیز یکی از بزرگ‌ترین استادان فلسفه در عصر خویش شد. وی در زمینه فقه و اصول از محضر اساتیدی چون ملاحسین علی تویسِرکانی، محمدباقر نجفی و میرزا محمدحسن نجفی استفاده‌ها برد و نیز علم طب را از طبیب معروف اصفهان، آخوند ملا عبدالجواد تونی آموخت. از این رو وی علوم مختلف را در خود گرد آورد و پس از آن، در مدرسه صدر اصفهان بساط تعلیم و ارشاد گسترد و شاگردان بزرگی از خود به یادگار گذاشت.
خان، دانشمندی بود که علم را با عرفان و اخلاق جمع کرده بود. در دین استوار و ثابت قدم بود و در امور زندگی و برنامه‌های روزانه اش، کمال نظم و ترتیب را به کار برد. آقا رحیم ارباب که یکی از شاگردان برجسته حکیم جهانگیرخان بود، دربارهٔ احوالات وی می‌نویسد: «حکیم قشقایی جامع حکمت و عرفان و معقول و منقول بود. ایشان بسیار خوش‌اخلاق بوده و نسبت به طلاب، بسیار مهربان و در تربیت آن‌ها کوشا بود.»

## عدم استفاده از سهم امام
جهانگیرخان، در طول زندگی خود از سهم امام استفاده نکرد. او زندگی خود را با مال‌الجاره‌ای که از زمین‌هایش به او می‌رسیده، می‌گذراند. وی یک زمین در دهاقان با مال‌الجاره ۴۰ تومان و یک زمین در روستای آغداش با مال‌الاجاره ۱۵ الی ۲۰ تومان داشته است.

## درگذشت
جهانگیرخان قشقایی، پس از ۸۵ سال، که ۴۵ سال از آن را به تحصیل و تدریس گذراند، در شب سیزدهم ماه رمضان سال ۱۳۲۸ ه‍.ق(برابر با ۲۶ شهریور ۱۲۸۹) در اصفهان درگذشت و در تکیه کلباسی تخت فولاد (خیابان فیض) به‌خاک سپرده شد.

## همچنین یک میدان همراه با تندیس وی در شهر فیروزاباد فارس بنام ایشان نامگذاری شده است.
یک باب مدرسه و یک میدان در دهاقان و یک خیابان در سمیرم به اسم وی نامگذاری شده است. همچنین یکی از مدارس علمیه تاریخی در محله مسجد جامع قم، پس از بازسازی به دستور سیدحسین بروجردی، به نام مدرسه جهانگیرخان نامگذاری شد.